# Верховный совет обороны Италии

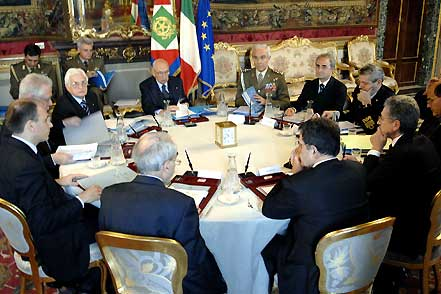
Президент Италии Дж. Наполитано проводит заседание Высшего совета обороны 2 апреля 2007 года

Верховный совет обороны (итал. Il Consiglio Supremo di Difesa) — конституционный орган Италии, возглавляемый Президентом Республики (Ст. 87 Конституции Италии). Действует в соответствии с Законом Италии от 28 июля 1950 года № 624, опубликованном в «Официальном вестнике» от 28 августа 1950 года, № 196. В соответствии с законом совет рассматривает общие и технические вопросы национальной обороны и издаёт директивы по организации и координации мероприятий, относящихся к сфере деятельности совета.

## Состав совета
- Председатель совета — Президент Италии
- Заместитель председателя совета — Председатель Совета министров Италии
- Члены совета:
  - Министр иностранных дел;
  - Министр внутренних дел;
  - Министр экономики и финансов;
  - Министр обороны;
  - Министр экономического развития;
  - Начальник штаба обороны.

На заседания совета могут быть вызваны начальники штабов видов Вооружённых сил (Сухопутные войска Италии, Военно-морские силы Италии, Военно-воздушные силы Италии и Карабинеры Италии), председатель Государственного совета, а также лица, обладающие специальной компетенцией в научных, промышленных и экономических вопросах и эксперты в военном деле.

## Заседания совета
Верховный совет обороны должен собираться не реже двух раз в год и созывается Президентом Республики, а также по просьбе председателя совета министров, когда это необходимо.

## Функции совета
Решения Правительства в отношении безопасности и оборонной политики должны быть рассмотрены Верховным советом обороны и одобрены Парламентом Италии.
Совет рассматривает общие вопросы, касающиеся национальной обороны. Однако большинство реальных полномочий по принятию решений де-факто находятся в компетенции других органов. Направления внешней и военной политики в компетенции Правительства, создание стратегических планов и оборона границ — в компетенции начальника штаба. Совет ограничивается лишь консультативными функциями.